# Tolna chionopera
Tolna chionopera là một loài bướm đêm trong họ Erebidae.